# Przełęcz nad Czerwoną Glinką
Przełęcz nad Czerwoną Glinką (niem. Roter Lehm Sattel, słow. Sedlo nad Červenou hlinou, węg. Vörös-agyag-nyereg) – położona na wysokości 1392 m (według wcześniejszych pomiarów 1370 lub 1389 m) przełęcz w słowackich Tatrach Bielskich w długiej, bocznej grani odchodzącej od wschodniego wierzchołka Bujaczego Wierchu (1948 m) na północ i opadającej do Doliny Kieżmarskiej. Przełęcz znajduje się w niej pomiędzy Rakuskim Grzbietem a Ryniasem (1472 m). Opadające z niej na północny zachód do Doliny Kieżmarskiej zbocze jest porośnięte lasem i mało strome. Na północny wschód opada z przełęczy do Doliny pod Czerwoną Glinką wąska i porośnięta lasem depresja. Dawniej przez rejon przełęczy prowadziła ważna trasa przepędu stad z Doliny Czarnej Rakuskiej na pastwisko Wspólna Pastwa po zachodniej stronie Rakuskiego Grzbietu. Dawniej przełęcz była częściowo trawiasta, obecnie jest całkowicie zarośnięta lasem, tak, że trudno ustalić najniższe miejsce na przełęczy.
Kilkadziesiąt metrów na północ od przełęczy istnieje wygodna ścieżka, którą przepędzano stada. Obecnie jednak jest to obszar niedostępny turystycznie (obszar ochrony ścisłej TANAP-u). Znakowany, zielony szlak turystyczny od Schroniska pod Szarotką do Doliny Białych Stawów poprowadzono nieco ponad siodłem przełęczy, zboczami Rakuskiego Grzbietu. Nazwa przełęczy pochodzi od zbocza Czerwona Glinka na stokach Doliny pod Czerwoną Glinką.

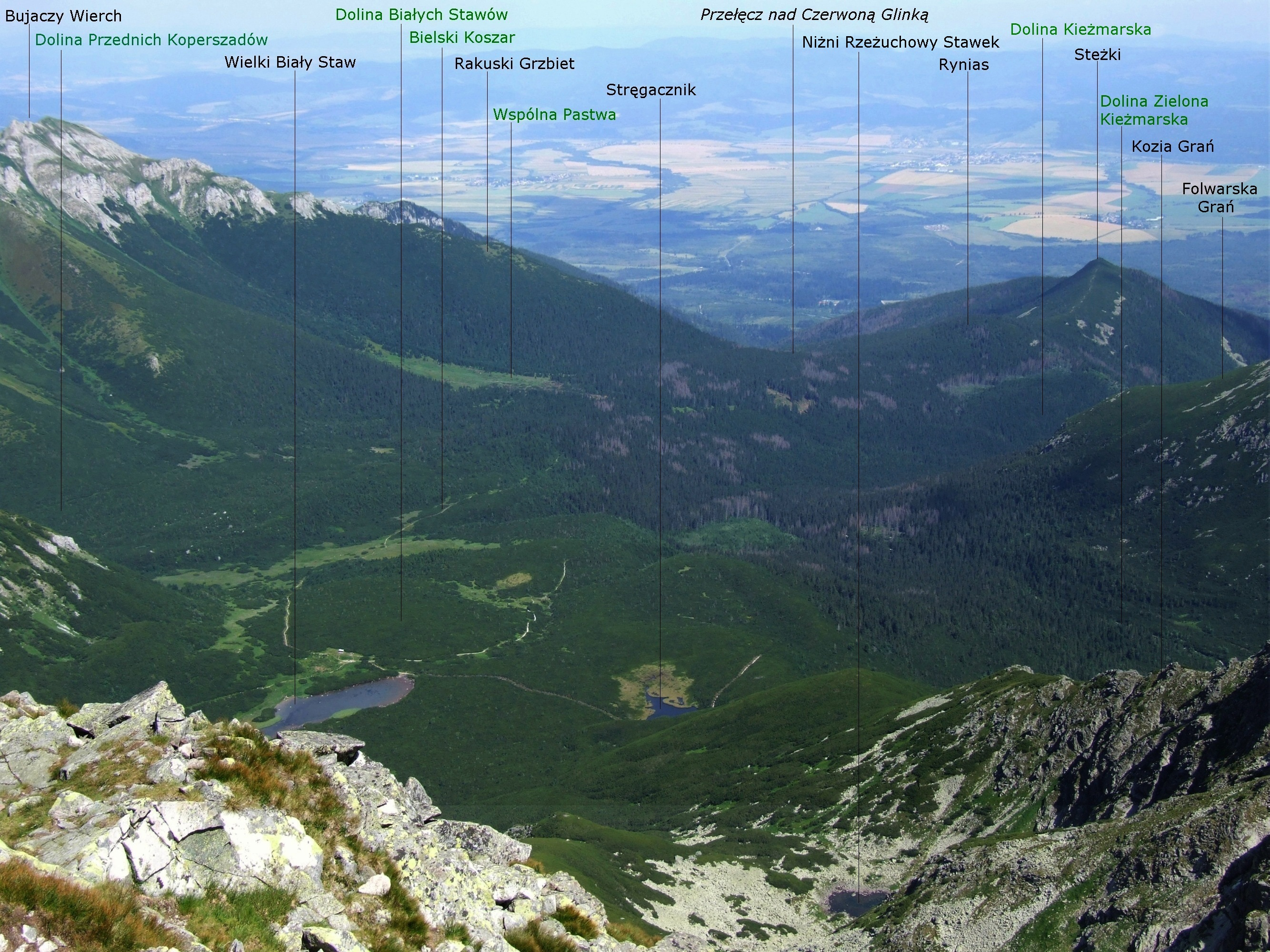
Widok z Jagnięcego Szczytu
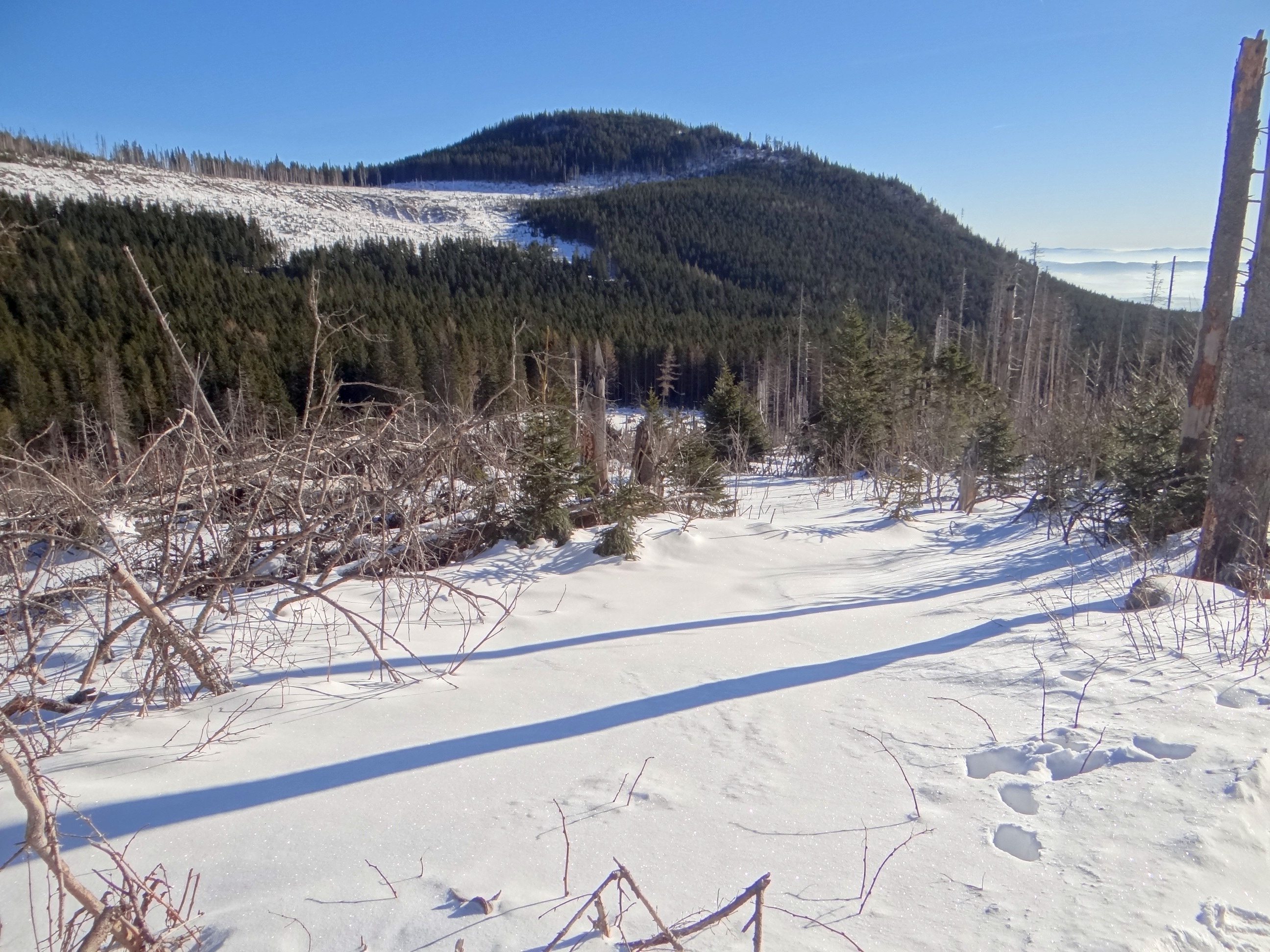
Widok z Doliny Kieżmarskiej